# La Costa (Sapeira)
La Costa és una carena del terme municipal de Tremp, al Pallars Jussà, en el territori de l'antic terme ribagorçà de Sapeira.
És la carena que discorre entre l'antic poble d'Orrit, a l'extrem de ponent, i el de Sapeira, al de llevant.